# خوسيه ميسا
خوسيه ميسا هو لاعب كرة قاعدة دومينيكاني، ولد في 22 مايو 1966 في Pueblo Viejo, Dominican Republic ‏ في جمهورية الدومينيكان.

## وصلات خارجية
- خوسيه ميسا على موقع دوري كرة القاعدة الرئيسي (الإنجليزية)
- خوسيه ميسا على موقعبيزبول رفرنس.كوم (الدوري الرئيسي) (الإنجليزية)
- خوسيه ميسا على موقعبيزبول رفرنس.كوم (الدوري الثانوي) (الإنجليزية)
- خوسيه ميسا على موقع إي إس بي إن.كوم (أم.أل.بي) (الإنجليزية)
- خوسيه ميسا على موقع مشجعي الرسوم البيانية (الإنجليزية)